# Гбане, Роман
Рома́н Мори́ Диама́н Гбане́ (фр. Roman Mory Diaman Gbane; род. 25 декабря 2000, Тумоди) — ивуарийский футболист, полузащитник клуба «Реймс».

## Клубная карьера
Родился в городе Тумоди 25 декабря 2000 года в многодетной семье. Детство провёл в Абиджане, где занимался футболом в академии местного «Стад Абиджан». В составе взрослой команды клуба Роман провёл три сезона, участвовал в матчах Кубка Конфедерации КАФ. В 2019 году перешёл в клуб Второй хорватской лиги «Биело-Брдо» из небольшой одноименной славонской деревни. За три сезона в Хорватии Гбане сыграл в 60 матчах лиги и забил 4 гола. Отличившись хорошими выступлениями в роли опорного полузащитника, он заслужил сравнения со своим звёздным соотечественником Яя Туре, который выступал на этой же позиции.
В июле 2022 года был отдан в аренду российским «Химкам» сроком на один сезон. Дебютировал в премьер-лиге 15 июля в домашнем матче 1-го тура чемпионата против «Зенита» (1:1).